# Gornji Petrovci
Gornji Petrovci (Hongaars: Péterhegy; Prekmurees: Gornji Petrouvci) is een gemeente in Slovenië. De gemeente ligt in het gebied Prekmurje.

## Plaatsen
Plaatsen in de gemeente zijn: Adrijanci, Boreča, Košarovci, Križevci, Kukeč, Lucova, Martinje, Neradnovci, Panovci, Peskovci, Stanjevci, Šulinci en Ženavlje.

## In Gornji Petrovci geboren
- Milan Kučan (Križevci *1941), Sloveens politicus en president

Apače · Beltinci · Cankova · Črenšovci · Dobrovnik · Gornja Radgona · Gornji Petrovci · Grad · Hodoš · Kobilje · Križevci · Kuzma · Lendava · Ljutomer · Moravske Toplice · Murska Sobota · Odranci · Puconci · Radenci · Razkrižje · Rogašovci · Šalovci · Sveti Jurij · Tišina · Turnišče · Velika Polana · Veržej
1. ↑  Prebivalstvo - izbrani kazalniki, naselja, Slovenija, letno. Statistični urad Republike Slovenije. Geraadpleegd op 28 april 2021.